# My Short Stories
Holidays in the Sun è il quarto album della cantante giapponese Yui, pubblicato il 12 novembre 2008 dalla Sony Records. L'album è arrivato alla prima posizione della classifica Oricon degli album più venduti in Giappone.

## Tracce
1. I'll be (northa+) - 3:32
2. HELP (Yui) - 3:30
3. Last Train (Hideyuki“Daichi"Suzuki) - 4:41
4. Winter Hot Music (northa+) - 3:06
5. Jam (SHIGEZO) - 3:05
6. Skyline (Akihisa Matsuura) - 3:49
7. Free Bird (Hideyuki“Daichi"Suzuki) - 2:55
8. I wanna be... (northa+) - 3:25
9. Oh My God (northa+ - 2:45
10. Cloudy (northa+) - 3:26
11. Driving today (northa+) - 3:08
12. Understand (northa+) - 3:33
13. crossroad (Hideyuki“Daichi"Suzuki) - 3:54
14. It's Happy Line (Hideyuki“Daichi"Suzuki) - 3:19
15. Why me (Hideyuki“Daichi"Suzuki) - 4:05